# Sergio Ermotti
Sergio P. Ermotti, né le 11 mai 1960 à Lugano, est un banquier suisse, nommé président de la direction générale d'UBS AG le 15 novembre 2011.

## Biographie
Fils d'un banquier dans le canton Suisse du Tessin, Sergio Ermotti quitte l'école à quinze ans et commence sa carrière en tant qu'apprenti auprès de la Cornèr Banque à Lugano. Son apprentissage terminé, il obtient le diplôme fédéral d'expert bancaire, il s'occupe du trading et est ensuite promu au rang de mandataire commercial.
Il complète ensuite ses études en décrochant un diplôme de Certified Banking Expert et suit un cursus spécialisé d'Advanced Management Program auprès de l'Université d'Oxford.
En 1985 il passe chez Citigroup à Zurich en qualité de Resident Vice President et il s'occupe de la négociation des produits equity-linked.

### Carrière chez Merrill Lynch
En 1987 il entre chez Merrill Lynch, une banque d’investissement américaine, à Zurich en qualité de vice-président. Il y est amené par Marcel Ospel, qui lui-même retourne peu après chez la Société de Banque Suisse (ancêtre d’UBS) dont il deviendra le président en 1996. Chez Merrill Lynch, il prend part tout d’abord aux dérivés sur actions et activités sur les marchés des capitaux et il développe les marchés financiers en Suisse romande. En 1993 il est nommé Managing Director et il s'installe à Londres en tant que responsable de la division des dérivés sur actions européennes. En 1996 il s'installe à New York pour un an en tant que responsable du global equity derivatives. Ensuite, il gravit les échelons en assumant des responsabilités toujours plus importantes dans la division de l'Investment Banking. De 2001 à 2003, il travaille en tant que Senior Vice President, coresponsable de l'unité marché global des actions. Il devient par ailleurs membre de l'Executive Management Comittee for Global Markets & Investment Banking de Merrill Lynch.

### UniCredit
En 2005, il quitte Londres pour Milan où il rejoint UniCredit Group en qualité de Deputy General Manager, responsable de la division Markets & Investment Banking. En 2007 il est nommé Group Deputy CEO d'UniCredit, responsable de la Zone Markets & Investment Banking, Corporate et Private Banking ; position qu'il occupe jusqu'à la fin de l'année 2010.

### CEO de UBS

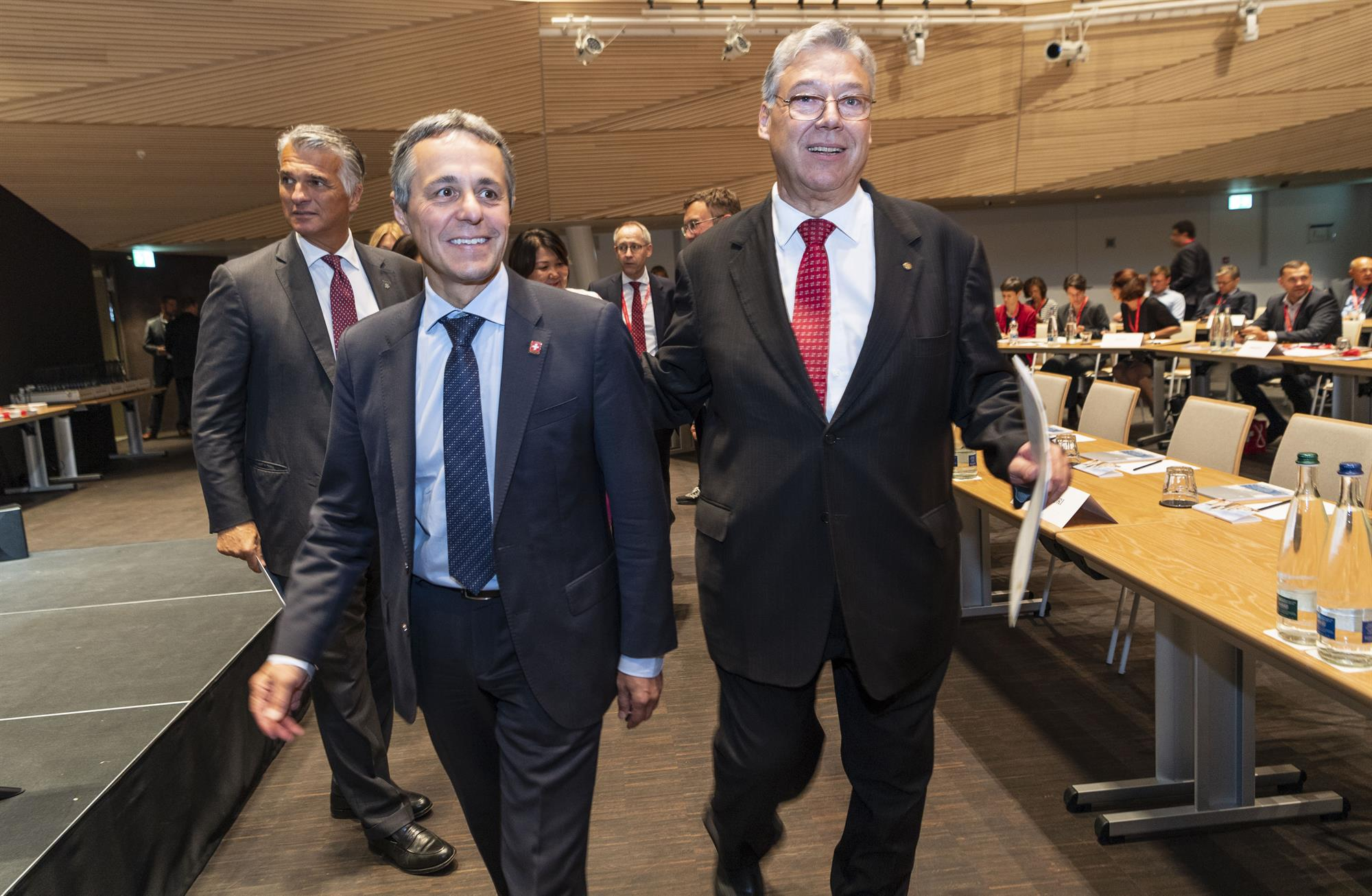
Sergio Ermotti, avec Ignazio Cassis (conseiller fédéral) et Filippo Lombardi (conseiller aux États), en 2019.

En avril 2011 il revient en Suisse et entre chez UBS en qualité de Chairman et CEO pour l'Europe, le Moyen-Orient et l'Afrique et de membre de la Direction Générale du Groupe. Le 24 septembre 2011, il est nommé Group CEO ad interim d'UBS à la place du démissionnaire Oswald Grübel, position qui lui a été confirmée définitivement par le Conseil d'Administration en novembre 2011. Depuis qu'UBS AG est devenue UBS Group AG en 2014, il est officiellement le CEO de UBS Group AG. Une de ses priorités principales dans ce nouveau rôle est la réduction des activités à risque dans la banque d’investissement. Il supervise l’adaptation de la banque aux nouvelles exigences réglementaires touchant l’ensemble du secteur bancaire, tout en maintenant qu’aucun système ne peut complètement protéger contre quelques individus malhonnêtes. Il est aussi Chairman du UBS Optimus Foundation Board et Chairman du Conseil de UBS Business Solution AG. À la suite des scandales financiers, il critique la façon dont la justice traite les banques. Sous sa direction, UBS peut se targuer de bons résultats récents. Il a même été nommé Manager de l'année 2015 par le Schweiz am Sonntag et il est l'un des patrons les mieux payés avec un salaire de 14.3 millions de francs suisse en 2015. Il attend pour 2017 un marché Suisse limité mais une certaine expansion aux États-Unis.
Le 1er novembre 2020, Sergio Ermotti transmet la direction d’UBS à son successeur Ralph Hamers. En 2020, il est élu au conseil d’administration du réassureur Swiss Re. En avril 2021, il est nommé président du conseil d’administration, succédant à Walter Kielholz. À la suite du rachat de Credit Suisse par UBS, Sergio Ermotti reprend la direction d’UBS le 5 avril 2023 et quitte ses fonctions chez Swiss Re à la fin du mois d’avril 2023.

### Autres activités
Sergio Ermotti était membre du conseil du London Stock Exchange entre septembre 2008 et juillet 2013.
Il était un des gérants et président du conseil de la société d’investissement tessinoise Enterra qui gérait un hôtel de luxe au Tessin. Il a subi de nombreuses critiques dans les médias car quatre sociétés immobilière dont il était le directeur, avait leur siège social à Panama. Panama est considéré depuis des années comme un paradis fiscal à cause du manque de transparence de ses instituts financiers et de son administration.
Il a des parts dans le groupe de loisir Tessal.
À cause de ses nouvelles responsabilités de CEO, il a démissionné de son poste de président de Darwin Airline en 2011.
Ermotti fait partie du 'LinkedIn Influencers program', où il contribue sur le thème de l'économie mondiale. Il est l'un des rares chefs d'entreprises suisses qui s'expriment publiquement concernant la politique économique de son pays. Il défend les avantages de l'économie suisse avec des impôts relativement modérés, des investissements dans les infrastructures et un examen systématique des effets secondaires négatifs des réglementations existantes.
Il est aussi membre de la Chambre du Commerce Suisse-Américaine et était membre de la direction du Global Apprenticeship Network. Il est membre de l’Institut International d'Études Bancaires et du International Business Council du World Economic Forum.
Il est président de la Fondazione Ermotti et membre du comité de la fondation Lugano per il Polo Culturale, toutes deux installées à Lugano.

### Charité
Sergio Ermotti a été défié par Marc Walder, de la compagnie de media suisse Ringier et Gianluigi Bianchi, manager pour l’Europe de Wealth-X de prendre part au ALS Ice Bucket Challenge en 2014.

### Vie privée
Il est marié et père de deux enfants. Il vit à Zoug, mais retourne fréquemment au Tessin où il possède une villa à Montagnola, au-dessus de Lugano.
Il est perçu comme proche de l'UDC, bien que lui-même ne se réclame d'aucun parti : « Je ne suis pas membre d’un parti, je suis libéral et j’ai aussi tout une certaine fibre sociale. »